# Åke Rålamb
Åke Rålamb (1er avril 1651 - 25 septembre 1718) est un écrivain suédois. Son ouvrage principal est l'encyclopédie Adelig öfning, publiée de 1690 à 1694, qui compile des articles sur l'arithmétique, l'arpentage, la fortification, la construction navale, l'agriculture et l'horticulture. 
Dans l'encyclopédie, il y a aussi un guide de rédaction rapide, qui est aussi le premier manuel de sténographie en suédois. Le système de sténographie présenté est basé sur le système anglais de Shelton. 
Rålamb appartenait à la noblesse suédoise. Son père était le conseiller Claes Rålamb. 

## Référence
1. ↑  Svenskt biografiskt handlexikon
2. ↑  Melin, s. 306–307
3. ↑  Melin, s. 305